# Hendrik IV (toneelstuk)

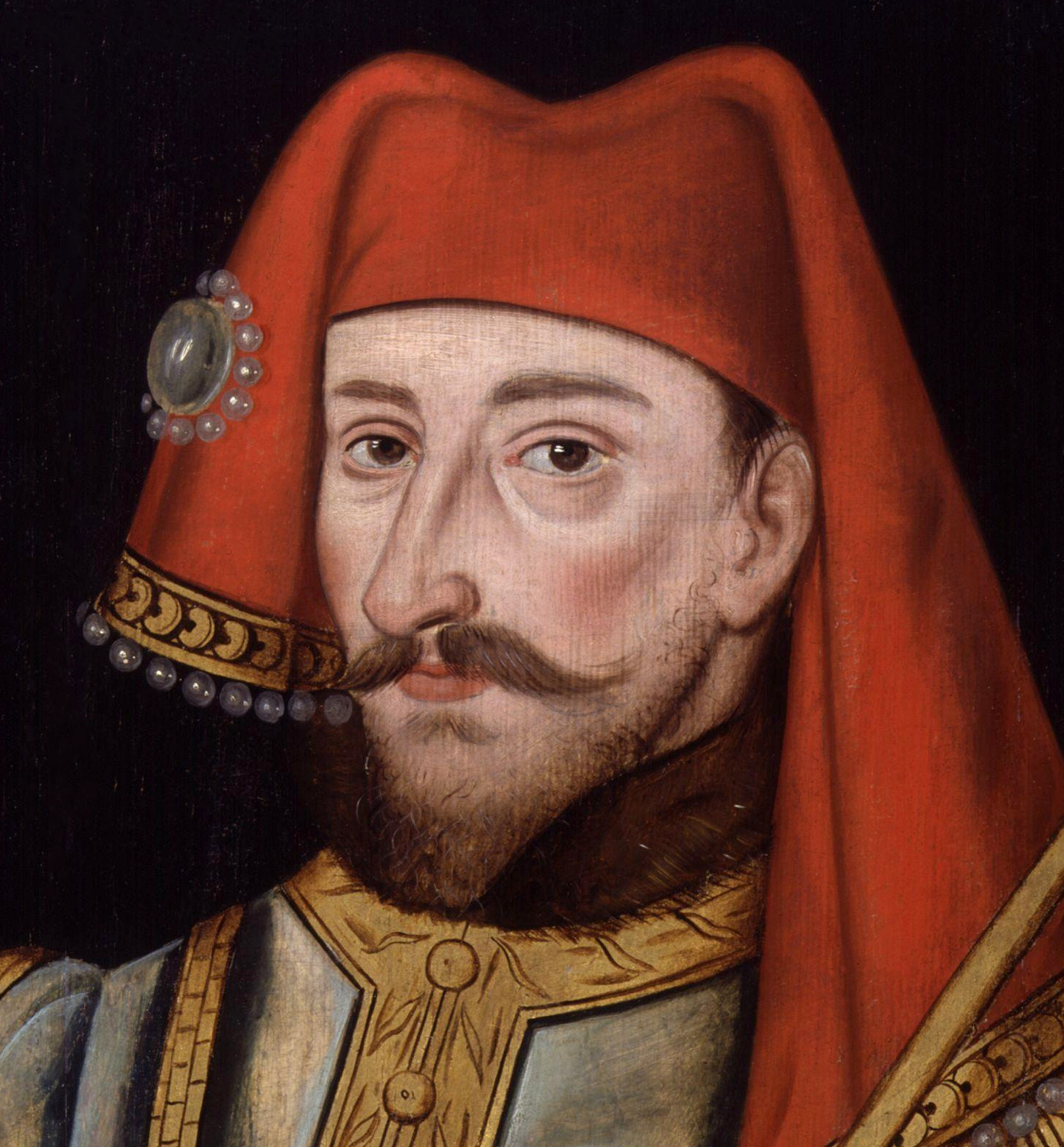
Hendrik IV van Engeland

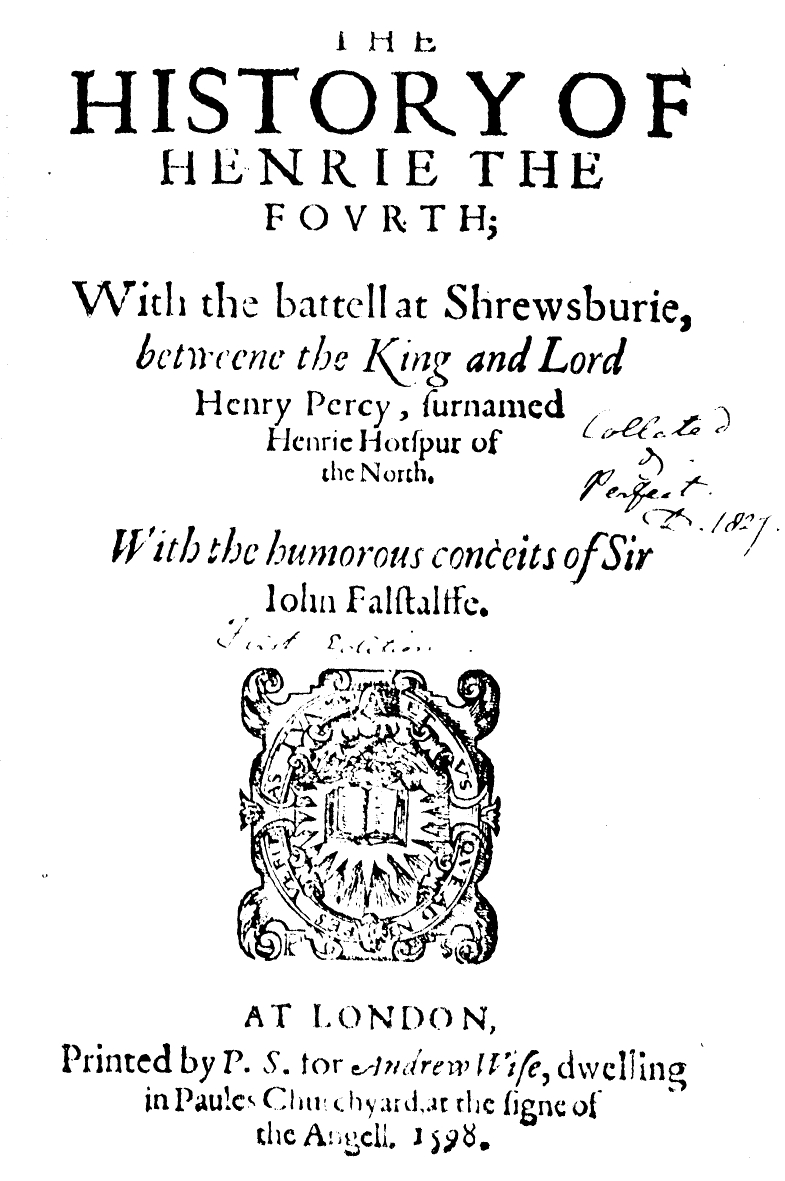
Titelpagina van Henry IV, Part 1 uit 1598

Hendrik IV (Engelse titel: Henry IV, Part 1, of voluit The First Part of King Henry the Fourth) is een van de historische stukken van William Shakespeare. Waarschijnlijk dateert het uit de jaren 1596-1597. Het vormt het tweede deel van een tetralogie die gaat over de historische opgang van het Engelse koninklijke Huis van Lancaster: Henry IV, Part 1 volgt op het eerste deel Richard II en wordt gevolgd door Henry IV, Part 2 en Henry V. Vanaf de eerste vertoning, waarschijnlijk in 1597, was het stuk uitzonderlijk populair en werd het frequent opgevoerd. Tussen 1598 en 1622, vóór de First Folio van 1623, waren er al zeven quarto-edities - meer dan voor enig ander toneelstuk van Shakespeare.
Hendrik IV, Deel 1 is het verhaal van prins Hal (de toekomstige koning Hendrik V van Engeland), een wilde jongeman die omgaat met criminelen en gewone burgers, zijn tijd doorbrengt in ongure herbergen en zijn 'vrienden' helpt om zijn vaders schatkist te beroven. In het verhaal verandert de jongeman van een complete nietsnut in een edele leider die de rebellenopstand tegen zijn vader bedwingt en zo het koninkrijk redt. Tegenwoordig heet zoiets een coming-of-age-verhaal.

## Datering en bronnen
Op 25 februari 1598 werd het toneelstuk opgenomen in het Stationers' Register, dat is een lijst die een Londense handelsgilde bijhield om de rechten van auteurs en uitgevers te beschermen. Publicatie vond plaats in hetzelfde jaar. Zoals het geval was met de meeste van zijn historische stukken, was Shakespeares belangrijkste bron waarschijnlijk Raphael Holinsheds Chronicles uit 1587, een kroniek met belangrijke historische gebeurtenissen uit het Engelse verleden. Dat werk putte op zijn beurt uit Edward Halls hoofdwerk The Union of the Two Illustrious Families of Lancaster and York (De vereniging van de twee beroemde families van Lancaster en York) uit 1542. Een andere zeer waarschijnlijke bron was het episch gedicht The Civil Wars Between the Two Houses of York and Lancaster (De burgeroorlogen tussen de huizen van York en Lancaster), geschreven in 1595 door Samuel Daniel. Ook Niccolò Machiavelli's De heerser kan van invloed geweest zijn, aangezien een van de belangrijkste thema's van het stuk het omgaan met macht is en de verantwoordelijkheid die daarmee gepaard gaat. Andere werken die soms genoemd worden in dit verband zijn het anonieme Richard II (of Thomas of Woodstock) van ca. 1592 en John Stows Chronicles of England uit 1580. Ten slotte was het 'terugkeer van de verloren zoon'-verhaal over prins Hal ook al opgenomen in een anoniem overgeleverd toneelstuk uit de jaren 1580 dat in 1598 in druk verscheen onder de titel The Famous Victories of Henry the Fifth.

## Manuscript en eerste gedrukte uitgaven
Het in 1897 ontdekte Dering-manuscript is een samenvoeging van de twee delen van Henry IV tot een enkel stuk. Het werd getranscribeerd van een kopie van quarto 'Q5' van Henry IV, Part 1 (1613) en een tweede editie van Part 2 uit 1600. Het 55 folio's tellende manuscript wordt nu bewaard in de Folger Library in Washington D.C. Het is het oudste bekende manuscript van een tekst van Shakespeare.
Het stuk werd voor het eerst gedrukt in 1598 op initiatief van de Londense uitgever Andrew Wise. Het was zo populair dat er snel op elkaar nieuwe edities volgden: in 1599, 1604, 1608, 1613, 1622, 1632, 1639 en 1692. Het stuk werd ook opgenomen in de First Folio uit 1623.

## Achtergrond
De gebeurtenissen vinden plaats in de jaren 1402–1403, twee eeuwen voor Shakespeares tijd. In het algemeen beschrijft het verhaal waargebeurde historische feiten, alhoewel Shakespeare de geschiedenis verandert of uitvindt al naargelang het hem zo uitkomt. Het stuk sluit aan bij de prequel "Richard II", zodat het helpt om vertrouwd te zijn met wat er in dit deel gebeurde om de motieven van de verschillende personages in Henry IV, Part 1 beter te begrijpen. Als het toneelstuk begint, is de positie van Hendrik IV op de troon niet veilig. De burgeroorlog die hij zelf heeft veroorzaakt door de vorige koning, zijn oom Richard II, te laten vermoorden, is nog maar pas achter de rug of er breken nieuwe bloedige onlusten uit. Hij ergert zich ook aan het grillige gedrag van zijn zoon, prins Hendrik (ook Hal genoemd), die zich laat adviseren door een vreemde figuur, 'Sir' John Falstaff. Deze Falstaff wordt door critici en gewone lezers als een van de meest fascinerende creaties van Shakespeare beschouwd. De vadsige, gedegenereerde oude schurk sleurt de jonge prins (door hem "Hal" genoemd) mee in een milieu van dieven en struikrovers. Door het contrast tussen de twee milieus - paleis en herberg - en het voortdurend wisselen van focus maakt dit stuk een verrassend moderne indruk. Ook in onze tijd is het nog zeer genietbaar, niet in het minst door de legendarisch oneerbiedige humor van John Falstaff. Op een heel vernieuwende manier wordt in het stuk geschiedenis en komedie vermengd. Verheven scènes met koningen en veldslagen worden afgewisseld met taferelen met dronken schurken en diefstallen. De climax van het toneelstuk is de historische Slag bij Shrewsbury, waarbij koning Hendrik slag levert met het opstandelingenleger van Hendrik "Hotspur" Percy uit Northumberland.

## Thema's en motieven
- de al dan niet door God gelegitimeerde macht van de koning: een probleem waarmee Shakespeares personages in zijn historische stukken worstelen, is de vraag of de koning van Engeland de vertegenwoordiger van Gods macht op aarde is. Immers, als dit waar is, dan zou afzetten van de koning of koningsmoord - zoals Hendrik IV doet - een daad van godslastering zijn;
- schuldgevoel over oneerlijk verkregen winst - sluit aan bij het vorige thema; koning Hendrik IV wordt verteerd door wroeging omdat hij de vorige koning, Richard II, heeft laten vermoorden om de troon te usurperen;
- het begrip eer: Hotspurs begrip van eer is niet hetzelfde als wat prins Hendrik eronder verstaat. Zijn grootsheid, moed en kracht verworden soms tot arrogantie, trots en gebrek aan zelfcontrole. Hotspur offert desnoods de liefde van zijn eigen vrouw op voor dat soort eer.[7] Bij prins Hendrik is uiteindelijk persoonlijke eer ondergeschikt aan het belang van de natie. In contrast met de heetgebakerde Hotspur geeft de jonge Hendrik blijk van diplomatieke en manipulatieve talenten;
- het slagveld vormt grote leiders - een bekend literair-historisch motief: op het slagveld bewijst Prins Hal wat hij waard is, en zo wint hij het respect terug dat hij door zijn jeugdige dwaasheden verloren was;
- carpe diem tegenover verantwoordelijkheid: Prins Hal wordt in zijn jeugd verleid door Falstaffs filosofie van het carpe diem (Bedrijf 3, toneel 3: "I live out of all order, out of all compass" - Ik leef buiten alle orde, zonder richting) - maar als de tijd komt zal hij zijn verantwoordelijkheid als troonopvolger nemen;
- variatie in idioom en tongval: de taal zoals ze aan het hof wordt gesproken wordt gecontrasteerd met de taal van gewone mensen uit achterbuurten van Londen, uit Wales of Schotland. Achter het schijnbaar oppervlakkige gedrag van prins Hendrik schuilt ook een overtuiging, namelijk dat hij zijn eigen volk goed moet kennen en met gewone mensen op hun niveau moet leren omgaan als hij later een goede koning wil zijn.

## Personages

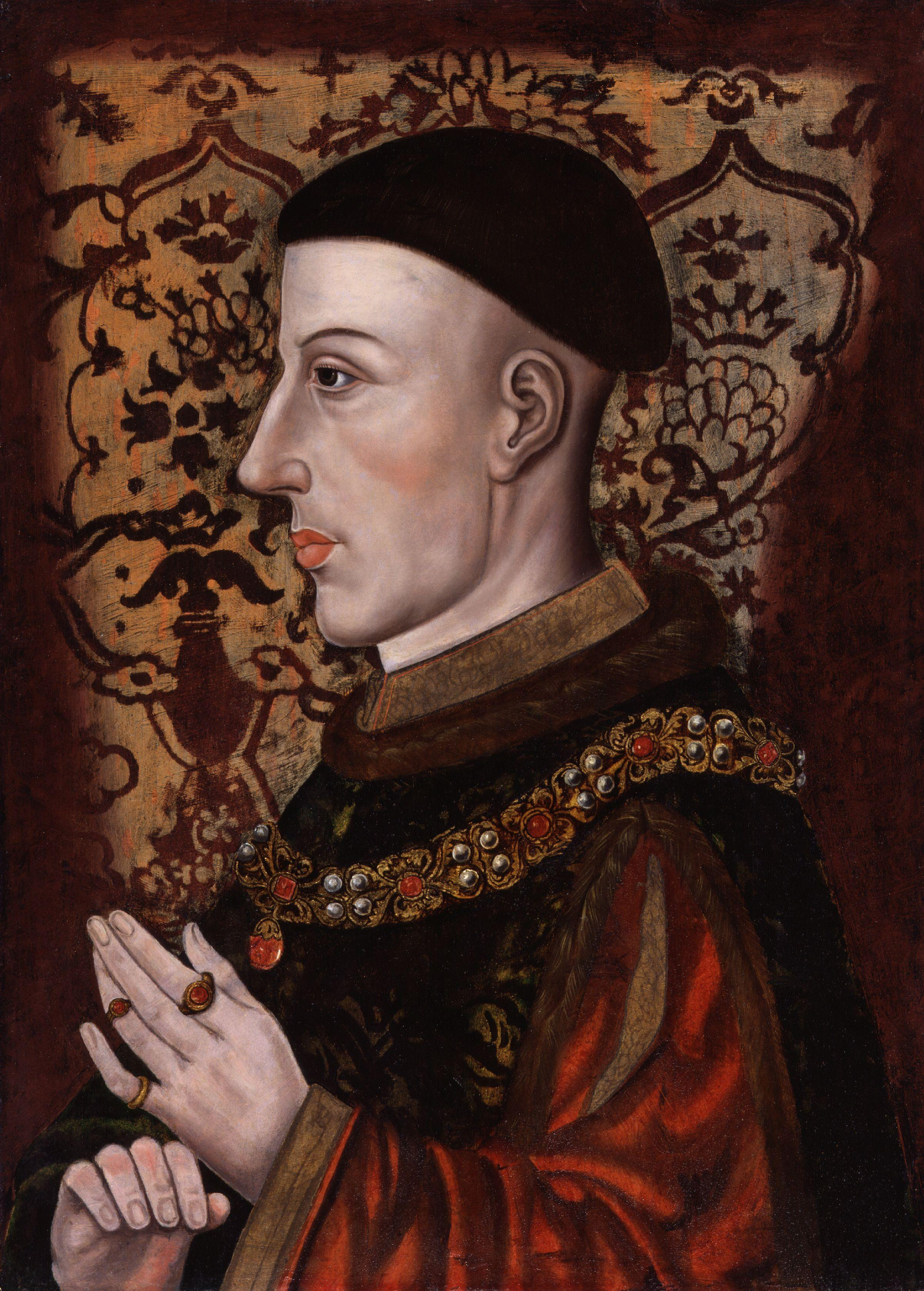
Koning Hendrik V, in Shakespeares toneelstuk Henry IV opgevoerd als "Prins Hal"

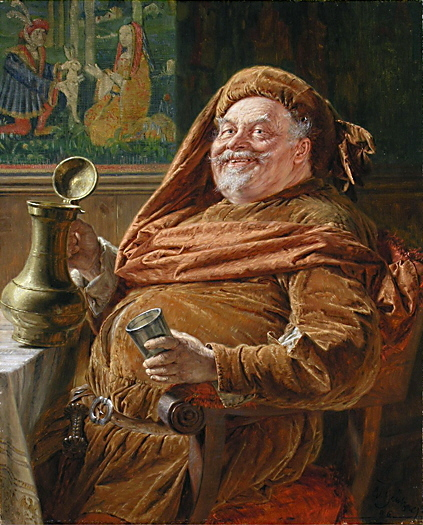
'Falstaff mit Kanne', schilderij door Eduard von Grützner.

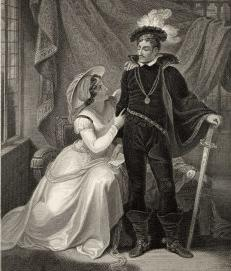
Sir Henry Percy, bijgenaamd Hotspur. Illustratie door I. Neagle.

- Hendrik IV, koning van Engeland, ook bekend als (Hendrik) Bolingbroke.[8] De wat afstandelijke en trotse koning is niet echt de protagonist van het stuk, ook al draagt het zijn naam;
- Prins Harry, Prins van Wales: door zijn vrienden "Hal" genoemd, zoon van Hendrik IV die de troon zal overerven als Hendrik V. Hij verzaakt aan zijn zorgeloos leventje als de natie hem nodig heeft;
- Lord John van Lancaster: de broer van prins Hendrik die het vredespact verbreekt en het rebellenleger verslaat;
- Graaf van Westmorland: een bevelhebber in het leger van de koning;
- Sir Walter Blunt: een trouwe edelman en boodschapper van de koning;
- Sir John Falstaff (John Oldcastle): lolbroek, schavuit en kameraad van Prins Hal;
- Mistress Quickly: uitbaatster van de herberg Boar's Head Tavern in Eastcheap;
- Edward (Ned) Poins: handlanger van Falstaff;
- Russel en Harvey, bondgenoten van Falstaff - hun namen werden later veranderd in Peto en Bardolph naar aanleiding van de Oldcastle-controverse;
- Gadshill, een andere dief en medewerker van Falstaff;
- Wijnhandelaar, twee dragers, stalknecht in herberg, kamerheer, sheriff, reizigers, lords, officieren, boodschappers en bedienden.

Aan de zijde van de rebellen
- Graaf van Worcester: probeert als lid van de familie Percy zijn neef Hotspur te manipuleren;
- Percy, Graaf van Northumberland, zijn broer: hielp de koning op de troon, maar kiest nu de zijde van de rebellen;
- Henry Percy, ook "Hotspur" genoemd, Northumberlands zoon, de jonge[9] onstuimige leider van de opstand;
- Kate, Lady Percy, de speelse, geduldige en geestige vrouw van Hotspur, die haar verwaarloost - meer dan eens dreigt ze vanwege zijn gebrek aan interesse in seks zijn penis te 'breken';
- Lord Edmund Mortimer, Graaf van March, Lady Percy's broer - was door Richard II als zijn troonopvolger aangeduid, daardoor wil de huidige koning geen losgeld betalen als hij door de rebellen is gevangengenomen;
- Lady Mortimer, zijn vrouw: heeft geen tekst in het stuk, zingt wel een Welsh liedje;
- Owain Glyndŵr (in het Engels: "Owen Glendower"), Lady Mortimers vader: een leider van de Welshe rebellen, hij schept op over magische krachten waarover hij zou beschikken;
- Graaf van Douglas: een moedige strijder, hij doodt Walter Blunt en bijna ook de koning, maar prins Hal belet hem dat;
- Sir Richard Vernon, bondgenoot van Worcester die in tegenstelling tot Hotspur een redelijke koers wil varen;
- Scrope, aartsbisschop van York;
- Sir Michael, een lid van het huis van de aartsbisschop.

## Inhoud
In Richard II had Shakespeare al getoond op welke manier Hendrik IV in bezit van de troon was gekomen, en hoe Hendriks geest erdoor in verwarring werd gebracht. In dat stuk bleek ook hoe Hendrik ontevreden was over het gedrag van zijn losbandige zoon Prins Harry, die later als Hendrik V de troon zou bestijgen. Henry IV gaat verder met dit verhaal, maar op een wel heel verschillende toon. Het is namelijk het eerste van Shakespeares koningsstukken waarin gebruik wordt gemaakt van de technieken uit de komedie. Sir John Falstaff is een van Shakespeares meest komische personages en de ernstige scènes worden doorweven met grappige, meestal in proza geschreven subplots. In het begin van het stuk kondigt Henry IV, aan wiens kroon het bloed van zijn voorganger kleeft, aan dat hij een pelgrimage wil doen naar het Heilige Land. Een soort boetedoening dus voor de zonde die hij heeft begaan, de zonde van regicide, koningsmoord en dat is meteen ook een van de belangrijkste thema's van het stuk.

### Eerste bedrijf
Het eerste bedrijf begint al meteen met wat nu een van de bekendste citaten is uit Henry IV Deel 1, waarin de koning de lords toespreekt en zijn plannen voor een kruistocht bekendmaakt:
So shaken as we are, so wan with care,
Find we a time for frighted peace to pant,
And breathe short-winded accents of new broils
To be commenced in strands afar remote.— Henry IV, Part 1, I.1, 1-5
Hoe geschokt en bleek van zorgen we ook zijn,
laten we gebruikmaken van dit moment van rust om op adem te komen,
en al hijgend spreken over de nieuwe strijd
die we straks moeten voeren in vreemde landen.
Toneel 1

In het koninklijk paleis spreekt Hendrik IV met zijn raadgevers. Burgeroorlogen hebben het land verdeeld, maar Hendrik maakt plannen voor een deelname aan de kruistocht. Hij moet van dit plan afzien als hem het nieuws bereikt over schermutselingen tussen zijn leger en Schotse en Welshe rebellen. Edmund Mortimer, een Engelse bevelhebber, verloor een slag in Wales tegen een leger rebellen, geleid door de mysterieuze Welshman Owain Glyndŵr. Deze laatste heeft Mortimer gevangengenomen en duizend van zijn soldaten afgeslacht. Van een andere Engelse grens komt het nieuws dat Hotspur in de Slag bij Humbleton Hill de strijd heeft aangegaan met het leger van de Schotse rebellenleider Archibald Douglas. Hendrik IV was echter al op de hoogte gesteld dat Hotspur heeft gezegevierd en veel gevangenen heeft genomen, onder wie Mordake, de zoon van Archibald. Hendrik is opgetogen met het nieuws en kan niet nalaten de prestaties van Hotspur te vergelijken met die van zijn eigen zoon, Prins Hendrik (ook gekend als "Hal"). Hals frivole leventje maakt hem in de ogen van zijn vader ten schande. De koning oppert dat hij zou willen dat Hotspur zijn zoon was in plaats van die nietsnut.
Hotspur gedraagt zich echter vreemd. Hij laat de koning weten dat hij slechts een van de gevangenen - Mordake - zal sturen en de rest bijhoudt. Dit is tegen alle regels, want de koning heeft altijd recht op alle in de strijd veroverde gevangenen. De koning ontsteekt in woede en stuurt een boodschapper naar Hotspur met het bericht dat hij zich zo snel mogelijk moet komen verantwoorden. Hendriks plan voor een kruistocht wordt uitgesteld en hij beveelt een zitting van het hof voor de volgende woensdag om Hotspur te horen.
Toneel 2

Ergens in een onderkomen in Londen brengt Prins Hendrik tijd door met zijn vriend Sir John Falstaff. Falstaff is een oude, vet gegeten crimineel die als dief en struikrover aan de kost komt. Maar hij is ook pienter en met zijn vriend Hendrik voert hij heel levendige en geestige gesprekken. Ook Edward Poins (Ned), een struikrover, trekt met hen op. Hij praat met Falstaff over een op til staande roof op een groep rijke pelgrims die van Canterbury naar Londen trekken. Ze spreken af om 's morgens om vier uur aan Gadshill (berucht als roverstrefpunt in die tijd) op de weg naar Londen toe te slaan. Falstaff wil de prins mee, maar die weigert omdat hij geen dief is. Poins vraagt om even alleen met de prins te blijven om hem te overtuigen. Hij maakt Hal wijs dat het om een practical joke gaat en dat ze niet aan de roof zullen deelnemen, alleen maar toekijken. Als Falstaff klaar is met de overval, zullen ze hem op hun beurt gemaskerd beroven. Hal gaat akkoord om mee te spelen. Zodra Hal alleen is, begint hij luidop over zichzelf te mijmeren. Zijn (psychologisch) plan bestaat erin dat hij de koning en het Engelse volk eerst ervan zal overtuigen dat hun prins heel laag gevallen is, om hen daarna beter te kunnen verrassen met iets geweldigs, een prins waardig. Hij besluit dat in de nabije toekomst zijn omgeving duidelijk zal worden uit welk hout hij werkelijk is gesneden.
Toneel 3

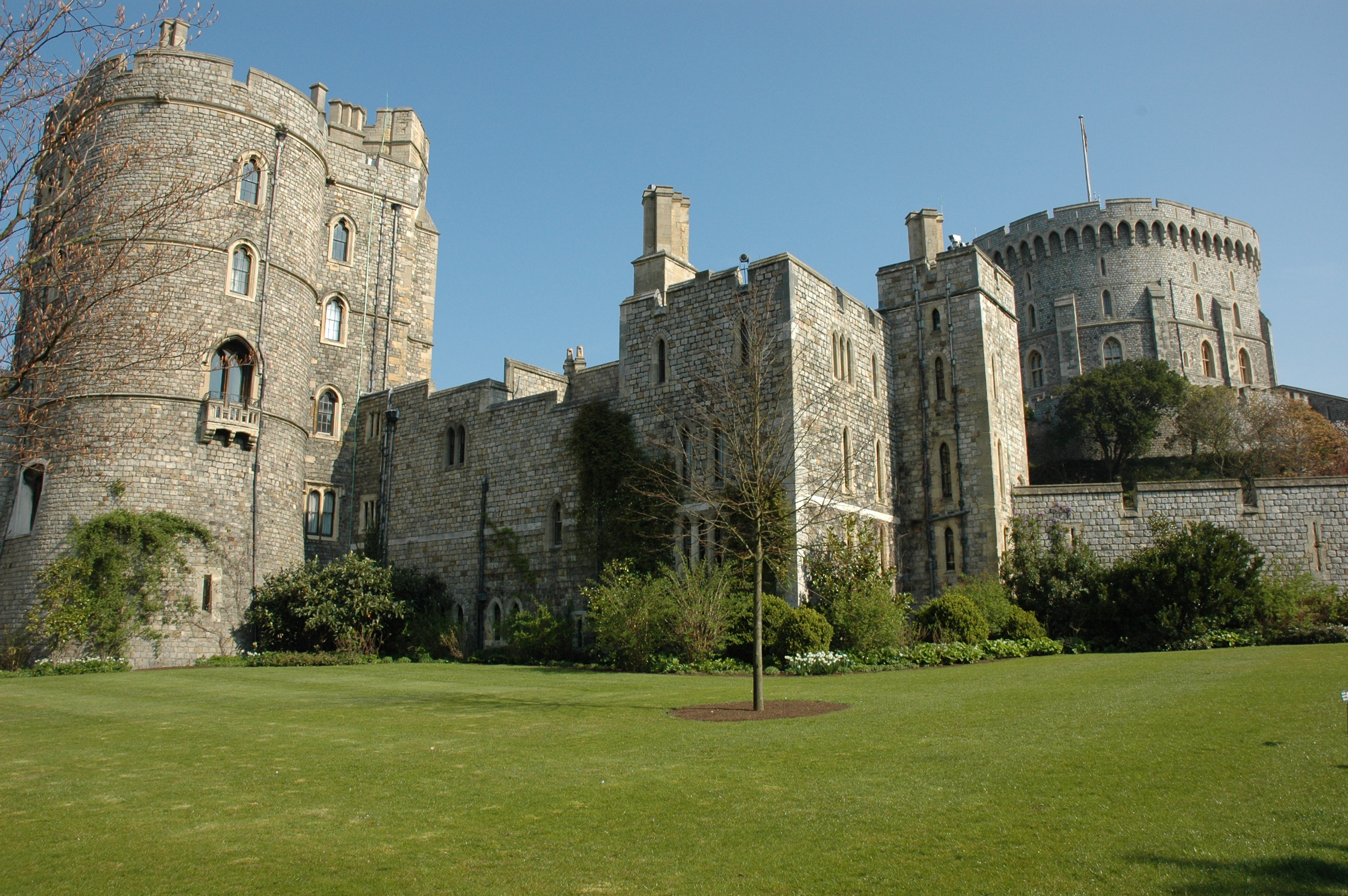
Windsor Castle.

Hotspur komt naar Windsor Castle. Hij legt uit dat zijn weigering om de gevangenen uit te leveren niet als een rebelse daad bedoeld was. De boodschapper van de koning kwam gewoon ongelegen omdat hij zo kort na de strijd moe en nijdig was. Hotspur zegt de gevangenen te willen uitleveren onder voorwaarde dat de koning het losgeld betaalt dat de rebellen vragen voor de uitlevering van Hotspurs schoonbroer Mortimer. De koning weigert en noemt Mortimer een verrader. Hij heeft immers onlangs vernomen dat Mortimer de Welshe dochter van Gwyndir heeft gehuwd en gelooft dat hij zich met opzet heeft laten verslaan door de rebellen. De koning vertrekt.
Hotspur barst uit in een woedende speech, omdat hij vermoedt dat de koning verborgen motieven heeft om de betaling van het losgeld te weigeren, met name het feit dat Mortimer door de vermoorde Richard II als wettelijke troonopvolger was aangeduid. 
To put down Richard, that sweet lovely rose,
And plant this thorn, this canker Bolingbroke?— Henry IV, Part 1, I.3, 73-74
Richard, die zoete lieve roos, neergelegd, en in de plaats daarvan,
deze doorn, deze woeker van een Bolingbroke geplant?
Worcester en Northumberland kunnen hem met moeite kalmeren. Worcester legt uit dat hij een plannetje heeft bedacht: de Percy's moeten steun zoeken bij de Schotse en Welshe rebellen. Hotspur moet nu terug naar Schotland en de gevangenen vrijlaten zonder losgeld te vragen aan hun volk. Dan moet hij een alliantie aangaan met Douglas, de leider van de Schotse opstand.

### Tweede bedrijf
Toneel 1

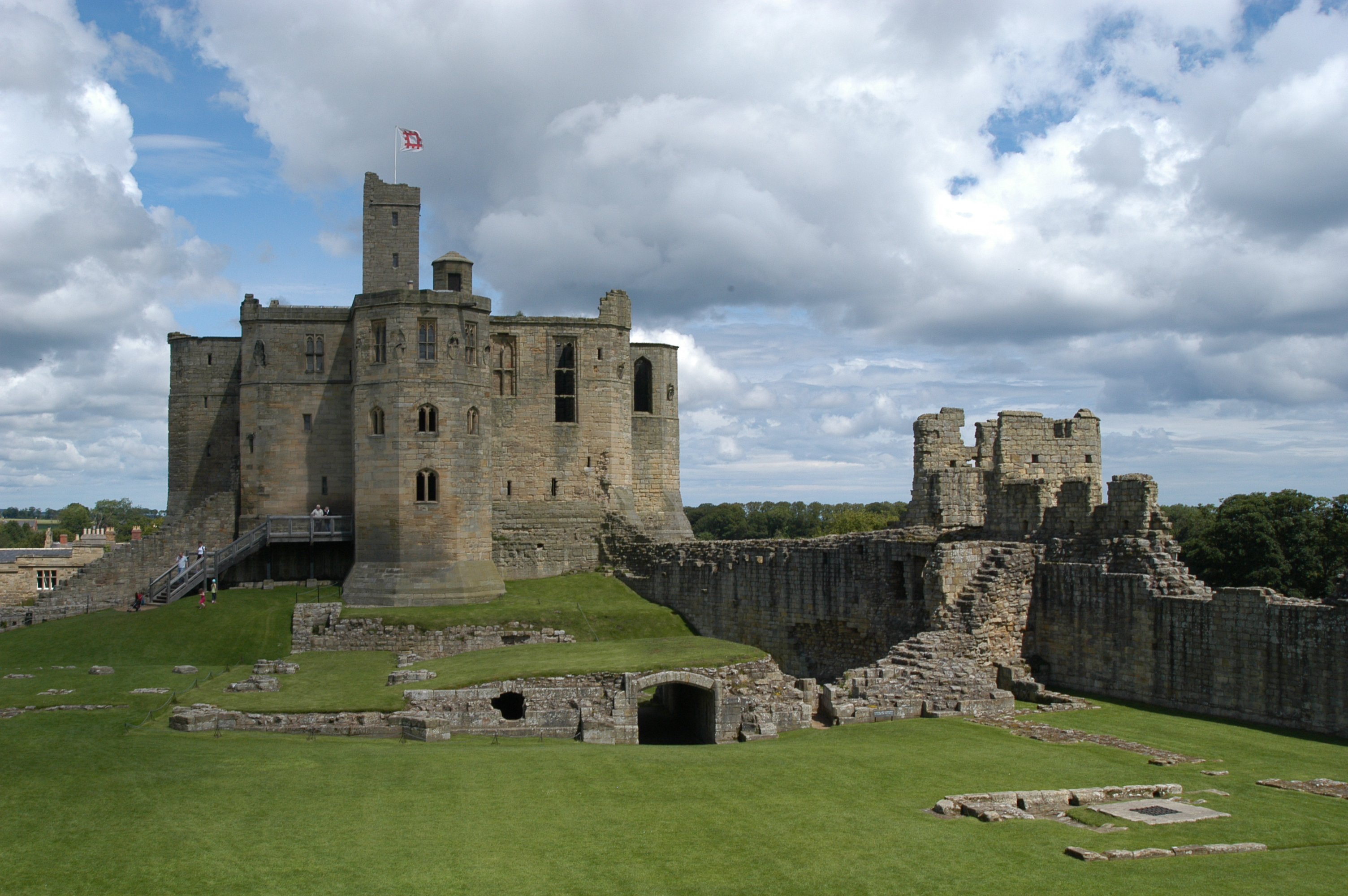
Hotspurs kasteel in Warkworth.

In een tuin achter een herberg, gelegen aan de hoofdweg naar Londen, maken twee mannen hun paarden klaar om vroeg in de morgen goederen te gaan leveren. De staljongen doet zijn werk te sloom naar hun zin en de mannen reageren geprikkeld. De struikrover Gadshill, een vriend van Falstaff en de prins, komt uit de duisternis tevoorschijn en vraagt de voermannen of hij een lantaarn van hen mag lenen. Ze vertrouwen hem echter niet en weigeren. Zodra de mannen vertrokken zijn, komt de kastelein van de herberg naar Gadshill en vertelt hem dat er een paar rijke reizigers aan het ontbijten zijn die spoedig zullen vertrekken. Gadshill rijdt weg op zijn paard om een plaats voor een hinderlaag te zoeken.
Toneel 2

Een paar kilometer verder aan de hoofdweg te Gad's Hill zoekt Falstaff naar zijn paard. Poins heeft het echter stiekem meegenomen en verstopt in het bos. Peto, Bardolph, en prins Hendrik kijken benieuwd toe hoe deze grap zal aflopen. De dikke Falstaff hijgt, puft en zweet zich te pletter en zijn gejammer amuseert de toekijkers. Hal sust Falstaff door hem te zeggen dat hij zijn paard wel zal zoeken, al is hij dat natuurlijk helemaal niet van plan. Gadshill verschijnt met het nieuws dat de rijke reizigers in aantocht zijn. De prins stelt voor dat Falstaff, Peto, Bardolph en Gadshill op de hoofdweg gaan staan en dat hij en Poins de flank zullen bezetten om vluchtenden te onderscheppen. Ze zetten hun maskers op en Hal verdwijnt met Poins in de struiken. De reizigers verschijnen, waarop Falstaff, Peto, Bardolph en Gadshill hen beroven en vastbinden.
Toneel 3

Terwijl de vier het goud verdelen, overvallen Poins en Hal op hun beurt vermomd en gemaskerd de dieven. De vier vluchten in paniek weg. Met hun zakken vol goud en heel geamuseerd springen Hal en Poins op hun paard. Ze hebben al voorpret als ze bedenken hoe kwaad Falstaff wel zal zijn als hij te voet terug naar Londen moet wandelen.
Toneel 4 en 5

Op zijn kasteel in Warkworth in Noord-Engeland leest Hotspur een brief. Het is het antwoord van een edelman op Hotspurs vraag om deel te nemen aan een opstand tegen de koning. Hij maant hem aan om de onderneming te staken omdat het te gevaarlijk is. Hotspur is woedend. Terwijl hij de brief leest, gromt hij dat ook het vatten van een verkoudheid, slapen of drinken gevaarlijk is, en dat ze de bloem uit deze gevaarlijke netel wel zullen plukken:
Tis dangerous to take a cold, to
sleep, to drink. But I tell you, my lord fool, out of this
nettle, danger, we pluck this flower, safety.— Henry IV, Part 1, II.3, 9-11
Hotspur besluit om nog dezelfde nacht de rebellie te starten. Lady Hotspur is heel onthutst als ze verneemt dat haar man binnen enkele uren het kasteel zal verlaten zonder haar te vertellen waarheen. Ze heeft al lang nachtmerries en gelooft dat er iets slechts op komst is. Er volgt een woordenwisseling waarbij zij er zelfs mee dreigt zijn "little finger" (een eufemisme voor zijn penis) in twee te zullen breken. Hotspur volhardt en vertrekt, tierend dat dit geen wereld is voor vrouwelijke liefde, maar voor strijd en geweld.
In de herberg te Eastcheap amuseert prins Hal zich intussen ten koste van Francis, een van de leerjongens die de bar bedienen. Falstaff maakt zijn intrede en dist een sterk aangedikt verhaal op over de manier waarop honderd dieven hem zijn buit ontfutseld hebben. Hal speelt het spelletje mee. Mistress Quickly, de uitbaatster van de herberg, kondigt aan dat er een edelman is aangekomen met een bericht van de koning voor de prins. Hij moet zich onmiddellijk naar het koninklijk paleis begeven om mee de door Hotspur geleide opstand van de Percy's te helpen bedwingen. Ter voorbereiding van de confrontatie met de koning spelen Falstaff en de prins een soort rollenspel, waarbij ze afwisselend de rol van de koning, Hal en Falstaff op zich nemen. Bardolph komt binnengestormd en onderbreekt hen om te zeggen dat de sheriff (schout) op komst is. Falstaff verschuilt zich vlug achter de gordijnen. Hal maakt de sheriff wat wijs en belooft hem garant te staan voor de vangst van de dieven en hun buit. Hal treft Falstaff slapend aan achter de gordijnen, doorzoekt zijn zakken en vindt een lijst met schulden die hij niet heeft terugbetaald. Als straf neemt Hal zich voor om Falstaff soldaat te maken die zijn dagmarsen te voet moet afleggen.

### Derde bedrijf
Toneel 1

In Wales vergaderen de leiders van de opstand in het kasteel van Owain Glyndŵr. De twee belangrijkste leden van de Percy's zijn er: Hotspur en Worcester, samen met Lord Mortimer (Hotspurs schoonbroer). Owain Glyndŵr, de leider van de Welshe rebellen, is hun gastheer. Ze wijzen elkaar op de kaart van Engeland de stukken land aan die ze onder elkaar zullen verdelen nadat ze de koning hebben verslagen. Hotspur maakt daar op een wat tactloze, plagerige manier ruzie over met de heetgebakerde Owain Glyndŵr. Hij banaliseert ook Glyndŵrs aanspraken op magische vermogens en kracht en wordt voor zijn provocatie door zijn oom Worcester terechtgewezen. De vrouwen komen dan binnen om afscheid van hun mannen te nemen. Lady Mortimer (de dochter van Glyndŵr) blijkt alleen maar Welsh te spreken en haar echtgenoot begrijpt die taal niet. Dat geeft aanleiding tot een grappige 'dialoog' die ermee eindigt dat ze beiden het vertrek verlaten en de Lady een Welsh liedje begint te zingen voor haar echtgenoot, die zijn hoofd in haar schoot vlijt. De mannen ondertekenen een overeenkomst voor de verdeling van het land en spreken af om elkaar met hun legers in Shrewsbury te ontmoeten voor de veldslag.
Toneel 2

Prins Harry komt na een lange afwezigheid naar het paleis en moet zich tegenover zijn vader verantwoorden voor zijn gedrag. Ik zou zelf nooit koning geworden zijn, zegt Bolingbroke, als ik me onder het gewone volk gemengd had en zo hun respect had verloren. De jonge Hotspur heeft eigenlijk meer recht op de troon dan Harry. Hij heeft zich al bewezen op het slagveld en heeft zich van ieders respect verzekerd. Harry steekt vervolgens een emotionele speech af waarin hij belooft zijn leven te beteren en Hotspur te overtreffen in reputatie. 
I shall hereafter, my thrice-gracious lord,
Be more myself.— Henry IV, Part 1, III.2, 92-93
Met "be more myself" doelt de prins op zich gedragen op een manier die men van een troonopvolger mag verwachten. Deze scène is duidelijk een keerpunt (scenarioterm: midpoint) in het verhaal, waarop de gebeurtenissen een andere, bepalende wending nemen. Harry laat zijn plezierige leventje en de invloed van zijn slechte vrienden achter zich en het publiek verwacht nu dat hij gaat tonen wat hij werkelijk waard is in een confrontatie met de al legendarische Hotspur.
Sir Walter Blunt komt buiten adem binnen en verkondigt dat de Schotse rebellen zich nabij Shrewsbury verzameld hebben met een indrukwekkende troepenmacht. De koning maakt vervolgens plannen voor de strijd en geeft zijn zoon Harry de opdracht om de volgende donderdag als bevelhebber op te trekken tegen de vijand.
Toneel 3
 

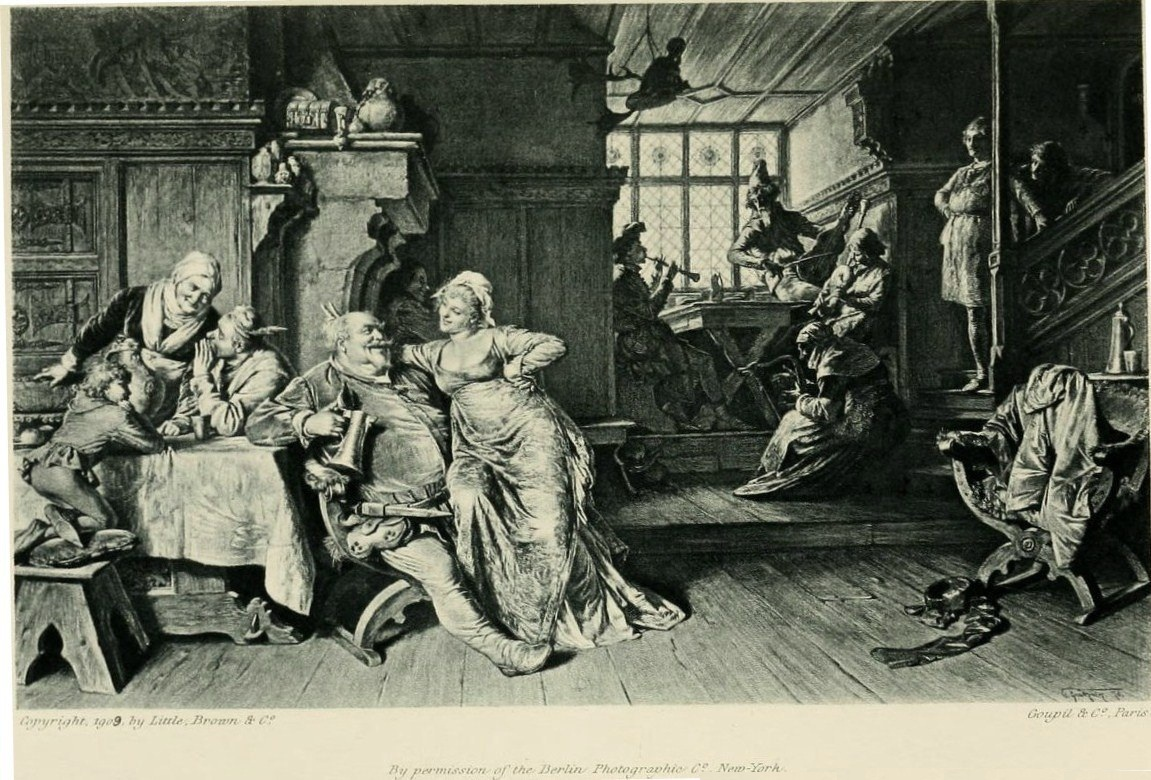
Falstaff in de Londense Boar's Head Tavern, Illustratie door Eduard von Grützner.

Deze scène is een komisch intermezzo met Falstaff en de waardin in de herberg (the Boar’s Head Tavern in Londen), waarbij hij haar ervan beschuldigt zijn beurs te hebben gestolen. Als prins Harry binnenkomt, maakt hij duidelijk dat het gestolen geld is teruggegeven aan de rechtmatige eigenaars, en dat het tijd is om zich klaar te maken voor de strijd. Hij geeft ieder zijn orders en deelt Falstaff mee dat deze de leiding krijgt over een eenheid soldaten te voet. Hij moet zich met zijn groep de volgende namiddag bij de prins melden om daar verdere instructies te ontvangen. Falstaff laat het niet aan zijn hart komen en doet zich nog eens te goed aan een uitgebreid ontbijt.

### Vierde bedrijf
Toneel 1

In het rebellenkamp nabij Shrewsbury bespreken Hotspur, Worcester en Douglas hun strategie. Een boodschapper brengt hen slecht nieuws: Hotspurs vader, Northumberland, kan wegens ziekte niet meedoen aan de strijd. Hotspur is even aangeslagen, maar vindt dan zijn veerkracht terug. Een andere boodschapper, Sir Richard Vernon, bericht dat het leger van koning Hendrik in opmars is, samen met zijn zoon Harry, die zich als een behendig ruiter gedraagt en ieders respect afdwingt. Hotspur roept uit dat hij deze prins graag in een duel tot de dood zou ontmoeten.
Vernon heeft echter nog meer slecht nieuws: hun bondgenoot Glyndŵr laat weten dat hij niet in staat zal zijn binnen de afgesproken tijd zijn troepen te verzamelen. De strijd zal dus zonder hem moeten beginnen. Worcester en Douglas zijn bezorgd, maar Hotspur laat zich door niets tegenhouden en zegt dat, als ze dan toch moeten sterven, ze vrolijk zullen sterven.
Come, let us take a muster speedily.
Doomsday is near. Die all, die merrily.— Henry IV, Part 1, IV.1, 133-134
Kom, laat ons snel verzamelen.
De Dag des Oordeels is nabij. Sterf allen, sterf vrolijk.
Douglas valt hem nu bij en roept uit dat hij de dood niet vreest en dat het gevecht zoals gepland zal doorgaan.
Toneel 2

Falstaff en zijn rekruten marcheren naar het westen, op weg naar hun rendez-vous met Hendrik te Bridgnorth. Falstaff zendt Bardolph uit om wijn te gaan halen en begint dan luidop zijn methode uit te leggen hoe hij soldaten ronselt. Het blijkt dat hij als militair bevelhebber corrupt te werk is gegaan en rijke kooplui benaderde, die hem vervolgens wilden omkopen om thuis te kunnen blijven. Falstaff heeft zo veel geld opgestoken, maar zijn leger bestaat nu een allegaartje nietsnutten die zich voor wat geld laten inhuren. Prins Harry betrapt hem met dit schamel legertje, maar Falstaff lacht zijn kritiek weg en zegt dat ze goed genoeg geschikt zijn als kanonnenvoer. Harry zet de groep tot spoed aan om op tijd aan de strijd te kunnen deelnemen.
Toneel 3

In het rebellenkamp te Shrewsbury zijn Hotspur, Douglas en Worcester het niet eens over de te volgen tactiek. Worcester en Vernon dringen erop aan om te wachten tot al hun legers zich hebben verzameld. Bovendien zijn hun eigen paarden nog uitgeput van de lange tocht. Hotspur en Douglas zijn daar te ongeduldig voor en willen meteen aanvallen. Sir Walter Blunt komt aan in het kamp met nog een vredesvoorstel van koning Hendrik waarin hij ook volledige amnestie belooft. Hotspur reageert door een lange speech af te steken over het onrecht dat zijn familie is aangedaan door Hendrik. De Percy's hebben hem indertijd geholpen om de macht te grijpen en koning Richard II af te zetten. In de speech komt het bekende citaat "Greatness knows itself" voor, waarmee Hotspur verwijst naar Bolingbroke die zich van zijn macht bewust werd en niet langer meer aan koning Richard trouw bleef. Hotspur verwijt de huidige koning ondankbaarheid jegens de Percy's, getuige de weigering om een losgeld te betalen voor Mortimer toen die in Wales gevangen was genomen. Hotspur stuurt de boodschapper van de koning weg en zegt hem de volgende morgen hun beslissing te zullen mededelen.
Toneel 4

Intussen spreekt de aartsbisschop van York, een bondgenoot van Hotspur en de rebellen, met zijn vriend Sir Michael. Hij overhandigt hem brieven die dringend moeten bezorgd worden. Een voor zijn neef Scrope en een voor Lord Marshal. Deze brieven zullen heel belangrijk zijn voor het verloop van de strijd. Hij maakt zich bezorgd dat Hendriks leger zo sterk is. Sir Michael stelt hem gerust en zegt dat de rebellen sterke mannen aan hun zijde hebben zoals Douglas, zijn zoon Mordake, Vernon, Hotspur en anderen. De aartsbisschop antwoordt dat de zoon van de koning mee zal vechten, zijn jongere broer prins John, Blunt en vele anderen en spoort hem aan om de brieven snel te bezorgen. Hij is duidelijk bezig met een noodplan voor in geval de rebellen op het slagveld het onderspit zullen delven. Koning Hendrik is er immers van op de hoogte dat hij bij de opstand betrokken is.

### Vijfde bedrijf
Toneel 1

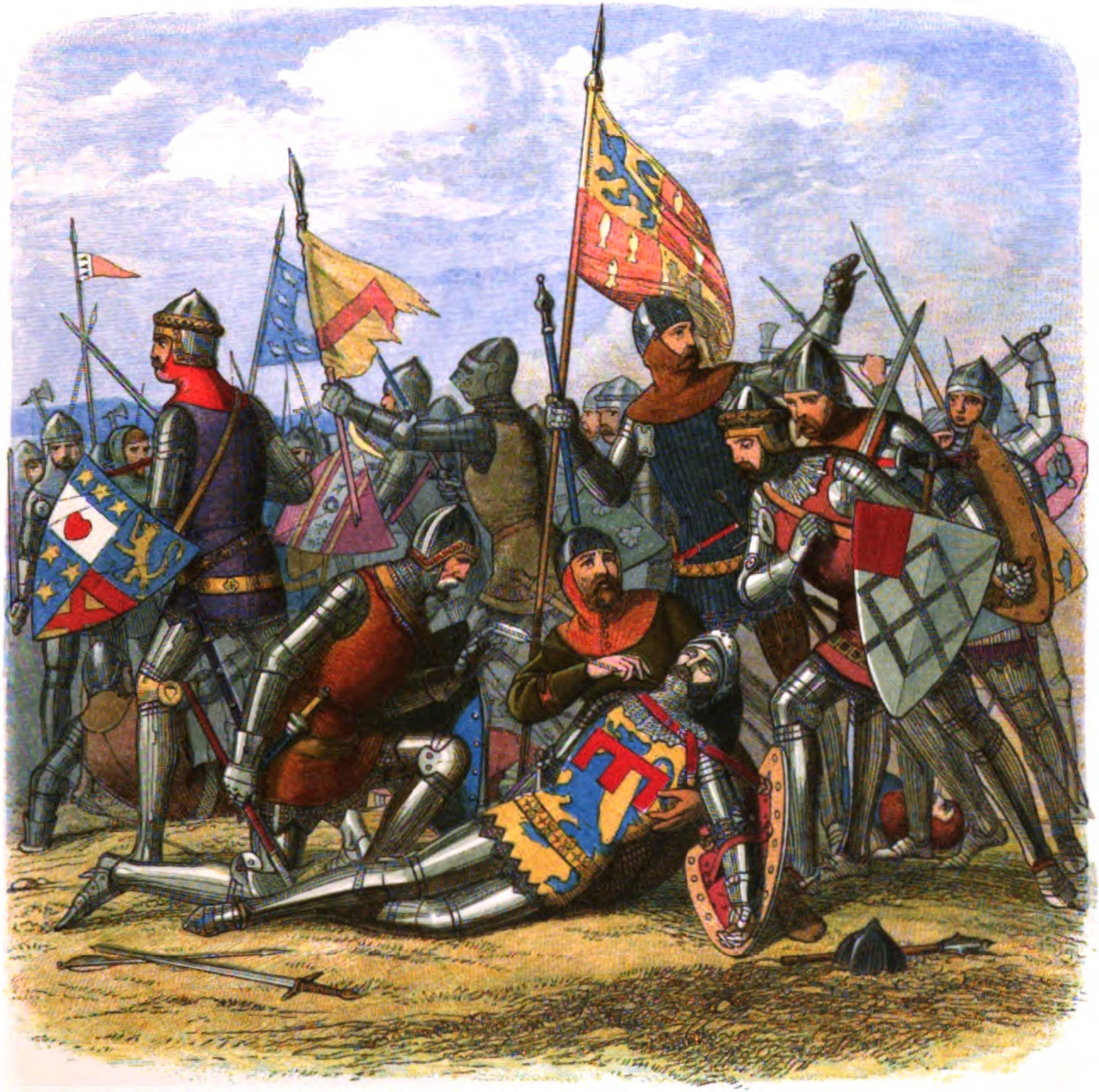
Henry Hotspur wordt gedood in de Slag bij Shrewsbury. Gravure door James William Edmund Doyle.

Koning Hendrik geeft in Shrewsbury Worcester (die als boodschapper is aangekomen uit het rebellenkamp) de opdracht om alsnog te trachten een veldslag te vermijden. Worcester herinnert hem eraan dat de Percy's hem geholpen hebben om aan de macht te komen en dat hij verzuimd heeft om zich erkentelijk te tonen. Hun motieven om in opstand te komen zijn dus gewettigd.
Als Worcester op weg gaat naar de rebellen met het vredesvoorstel, beseffen Hendrik en de prins dat de twee vechtersbazen, Hotspur en Douglas, er waarschijnlijk niet op zullen ingaan.
Falstaff mijmert in zijn eentje over het overdreven belang dat aan eer wordt gehecht. Volgens hem is het iets dat voorbehouden is aan dode mannen.
Toneel 2

Aangekomen in het rebellenkamp, vertelt Worcester echter niets over het vredesvoorstel en het aanbod tot amnestie van de koning. Het sluiten van vrede is immers niet in Worcesters belang: zelfs als de koning Hotspur zou vergeven, zouden hij en Northumberland voortaan met wantrouwen worden bekeken en mogelijk zelfs wegens verraad terechtstaan. Hij liegt dus tegen Hotspur en Hotspur reageert meteen door een boodschapper uit te sturen om de koning uit te dagen op het slagveld. Hij leest zelfs de brieven niet meer die een andere boodschapper met spoed komt bezorgen en stort zich in de voorbereiding van de strijd.
Toneel 3

De strijd is nu aan de gang. Douglas, de Schotse rebel, is op zoek naar de koning om hem te doden. Hij ontmoet Sir Walter Blunt, die dezelfde wapenuitrusting draagt als de koning, en doodt hem. Hotspur identificeert hem echter als een dubbelganger. Ze gaan samen op zoek naar de echte koning.
Falstaff verschijnt. Hij tracht zich aan de strijd te onttrekken. Prins Harry merkt hem op en eist zijn zwaard op, maar de lafaard weigert. Ze vertrekken in verschillende richtingen.
Toneel 4

Harry komt terug, met zijn broer John en Westmorland. Hij is overdekt met bloed maar weigert zich te laten verzorgen. Even later vertrekken ze samen terug naar het slagveld. Douglas verschijnt; hij is nog steeds op zoek naar de koning, om hem te doden. Hij en de oude koning geraken slaags in een duel. De koning wordt bijna gedood, maar prins Harry redt hem en Douglas vlucht. Koning Hendrik zegt zijn zoon dat hij zijn respect heeft herwonnen.
Prins Harry (Hal) en Hotspur ontmoeten elkaar dan op het slagveld. Hal spreekt de rebel aan en zegt dat er geen plaats is voor twee sterren onder hetzelfde hemelgewelf:
Two stars keep not their motion in one sphere— Henry IV, Part 1, V.4, 64
Er volgt een duel op leven en dood, waarbij de prins de roemrijke Hotspur doodt. Falstaff heeft hen gadegeslagen; als Harry weg is, steekt hij de dode Hotspur met zijn dolk in zijn been en voert hem weg om het duel voor zichzelf op te eisen. Harry en zijn broer John zijn te verbluft om er iets aan te doen en besluiten het later aan te pakken. Als de trompetten schallen, trekken ze zich allen terug in het basiskamp.
Toneel 5

De veldslag is afgelopen en de koning heeft gezegevierd. De rebellenleiders zijn dood of gevangengenomen. De aanzetters van het verraad, Worcester en Vernon, zullen geëxecuteerd worden. Ook Douglas, de Schotse leider, is gevangengenomen, maar Harry vraagt zijn vader om hem wegens zijn moed gratie te verlenen en vrij te laten. Harry neemt zich voor om ook de rest van de rebellen elders in het land aan te pakken. Zijn broer John en Westmorland zendt hij naar York om af te rekenen met Northumberland en de aartsbisschop. Zelf zal de prins Mortimer en Owain Glyndŵr aanpakken. Koning Hendrik besluit met de aanmaning om de rebellen na deze overwinning te blijven bevechten tot ze alles hebben herwonnen:
Rebellion in this land shall lose his sway,
Meeting the check of such another day,
And since this business so fair is done,
Let us not leave till all our own be won.— Henry IV, Part 1, V.5, 41-44
De rebellen in dit land zullen hun macht verliezen,
Als ze nog meer gevechten als vandaag meemaken,
En omdat onze onderneming zo succesvol was,
Mogen we niet stoppen voordat alles herwonnen is.

## Receptie en literaire kritieken
Van in het begin was Deel 1 veel meer dan Deel 2 een literair, zowel als een theatraal succes: het was een echte ‘bestseller’ in de Londense boekenstalletjes, er verschenen tussen 1598 en 1640 negen herdrukken van, en opvoeringen werden druk bezocht. De eerste voorstelling vond waarschijnlijk plaats in de winter van 1596-1597 en nadien werd het de hele 17e eeuw door regelmatig opgevoerd. In de 18e eeuw was vooral Falstaff populair, zodat menig bekend acteur deze rol in Engeland speelde, waarna in de 19e eeuw prins Hal meer als centrale figuur werd gezien. Het stuk wordt nog steeds opgevoerd en heeft gewoonlijk veel succes.

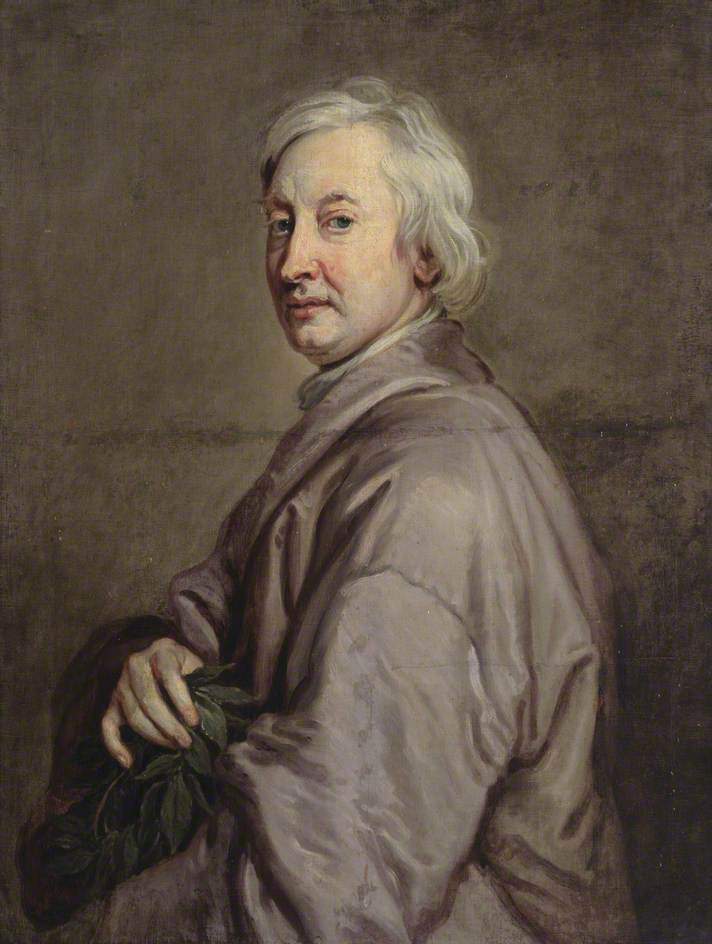
John Dryden, schilderij door Sir Godfrey Kneller.

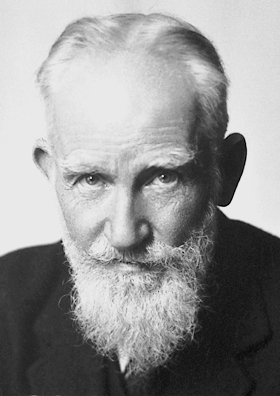
George Bernard Shaw

Een van de eerste gedrukte kritieken op Henry IV, Part One, zo kan worden gesteld, was een ander toneelstuk, gepubliceerd in 1600: The First Part of the True and Honorable Historie, of the life of Sir John Old-Castle, the Good Lord Cobham. Het werd geschreven door een groep toneelschrijvers voor een toneelgezelschap dat met Shakespeares groep concurreerde, de Admiral's Men. Iets soortgelijks toont John Pietermans gedicht The Mirror of Martyrs (1601), waarin de geest van Sir John Oldcastle het verhaal vertelt van zijn "dappere leven". Die overstelpende figuur van Falstaff zou vooral in de 17e en 18e eeuw veel reacties blijven uitlokken (zie wat verder in dit artikel: "Oldcastle-controverse").
Daar waar Sir John Old-Castle en het gedicht The Mirror of Martyrs vooral Shakespeares behandeling van de geschiedenis hekelden en niet zozeer zijn karakteriseringen, veroordeelden critici als John Dryden en John Payne Collier de figuur van de liegende, laffe en stelende Falstaff op morele gronden. Het stuk bleef echter onverminderd populair in de 18e eeuw. De complexe figuur van Falstaff met al zijn tegenstrijdigheden bleef ook in de 19e eeuw stof leveren voor vaak hoog oplopende debatten en kritieken. In 1817 stelde William Hazlitt dat Falstaff een van de grootste komische literaire personages ooit was, en hij benadrukte zijn "exaggeration of his own vices" (overdrijving van zijn eigen ondeugden). Bernard Shaw volgde hem hierin, en beschouwde Falstaff zelfs als "de meest menselijke persoon in het toneelstuk" (zij het "een dwaze en walgelijk oude ellendeling... ").
In de 20e en 21e eeuw laten onderzoekers vanuit verschillende perspectieven licht vallen op de historische stukken van Shakespeare. Zo is er bijvoorbeeld de feministische benadering van Jean Howard en Phyllis Rackin, die in hun studie opmerken dat Hendrik IV, Deel 1 het stuk is waarin vrouwelijke personages de minste tekst te zeggen hebben van alle historiestukken van Shakespeare. In het algemeen buigen 20e- en 21e-eeuwse studies zich over de manier waarop Shakespeare regionale, religieuze, sekse- en andere verschillen weergeeft, en de rol die de historiestukken speelden in het verkondigen van opvattingen over natie en patriottisme. Met name de wijze waarop de Welshmen in het eerste deel van Hendrik IV worden voorgesteld, is een thema dat de pennen sinds de 20e eeuw in beweging brengt (Highley 1990, Lloyd 2002, en Hopkins 2004 en 2005); hetzelfde geldt voor de vele verwijzingen in het stuk naar protestantse en katholieke geloofspraktijken (Hunt 1998, Tiffany 1998, en Caldwell 2007).

### Samenhang van de twee delen

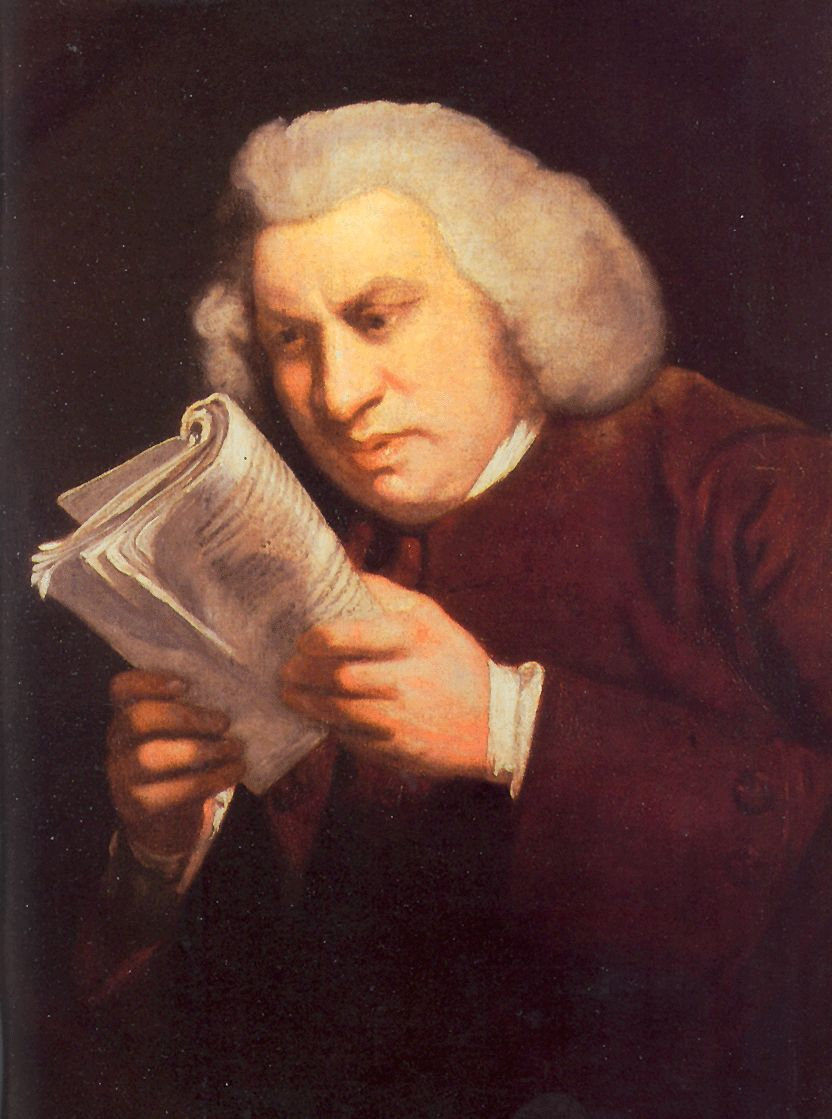
Samuel Johnson, schilderij door Joshua Reynolds

Wat precies het verband is tussen Hendrik IV Deel 1 en Hendrik IV Deel 2, en of Shakespeare Deel 2 had bedoeld als een sequel op Deel 1 is allang een betwist onderwerp. De 18e-eeuwse literaire criticus Samuel Johnson zei dat de stukken gescheiden waren, gewoon omdat een enkel stuk te lang zou zijn. Andere, moderne onderzoekers zoals R.A. Law en M.A. Shaaber stellen met nadruk dat de twee delen door de auteur nooit bedoeld waren als een eenheid. Shakespeare zou met andere woorden tijdens of na het schrijven van Deel 1 het idee voor Deel 2 gekregen hebben, zonder dat dit echt gepland en noodzakelijk was. Deze theorie staat dan weer lijnrecht tegenover de mening van bijvoorbeeld Dover Wilson en A.R. Humphreys die argumenteren dat de twee stukken opgevat en geschreven zijn als een eenheid en dat ze zo verweven zijn, dat voor een goed begrip het ene niet zonder het andere kan. Er is tegenwoordig wel een tendens om Deel 2 als een noodzakelijke conclusie - en dus niet als een ongepland vervolg - te zien van Deel 1. Van de twee delen had het eerste overigens veel meer succes, wat blijkt uit de geschiedenis van hun respectieve publicaties.

### Oldcastle-controverse

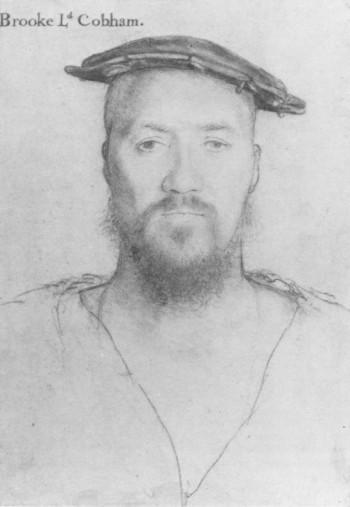
Henry Brooke, tekening door Hans Holbein

Vanaf de eerste opvoeringen van Hendrik IV, Deel 1 ontstond controverse rond de figuur van "Oldcastle", die nu bekendstaat als "Falstaff". Het komische personage Oldcastle was namelijk gebaseerd op de echte John Oldcastle, een beroemde protestantse martelaar met nog machtige levende nakomelingen in Engeland.
De naamswijziging wordt vermeld in 17e-eeuwse werken van Richard James (Epistle to Sir Harry Bourchier, ca. 1625) en Thomas Fuller (Worthies of England, 1662). Ook in vroege teksten van Shakespeares toneelstukken vindt men er sporen van. Zo staat er bijvoorbeeld in de quarto tekst van Hendrik IV, Deel 2 (1600), een toespraak van Falstaff in Bedrijf I, Toneel 2 waarin de naam per ongeluk nog niet gecorrigeerd is: "Old" in plaats van "Falst." In hetzelfde stuk (III, ii, 25-26) wordt van Falstaff gezegd dat hij een "page van Thomas Mowbray, hertog van Norfolk" is, wat het geval was met de historische Oldcastle. In Hendrik IV, Deel 1 (I,ii,42), noemt Prins Hal Falstaff "my old lad of the castle." Jambische pentameters worden in beide delen onregelmatig door het gebruik van de naam "Falstaff", maar kloppen wanneer ze vervangen worden door "Oldcastle". Ten slotte is er de opmerkelijke bewering op het einde van Hendrik IV, Deel 2, die onderscheid maakt tussen de twee: "want Oldcastle stierf als martelaar, en dit is niet de man" (Epiloog, 29-32).
De naamswijziging en de disclaimer in de epiloog waren nodig, zo wordt algemeen aangenomen, als gevolg van politieke druk, uitgeoefend door de nakomelingen van de historische Oldcastle. Dit waren de lords Cobham: baron William Brooke, zijn zoon Henry Brooke en Frances Brooke, Williams vrouw, die een goede band had met de Engelse koningin Elizabeth I. De naam werd veranderd in "Falstaff", op basis van Sir John Fastolf - een historische persoon met een reputatie voor lafheid in de Slag bij Patay - die Shakespeare eerder had opgevoerd in Hendrik VI, Deel 1. Fastolf was een Lollard, in 1417 gestorven door ophanging en verbranding als ketter en verrader. Hij had geen nakomelingen, waardoor hij een veilige keuze was voor gebruik in een toneelstuk.
In 1986 herstelde de Oxford Shakespeare-uitgave in Henry IV, Part 1 de oorspronkelijk aan het personage verleende naam van Oldcastle, in plaats van Falstaff. De redactie verdedigde deze keuze met de motivering dat zij de stukken wilde presenteren zoals zij oorspronkelijk werden opgevoerd. Andere moderne edities, zoals die van Norton, volgden dit voorbeeld niet.

## Adaptaties

### Film en televisie

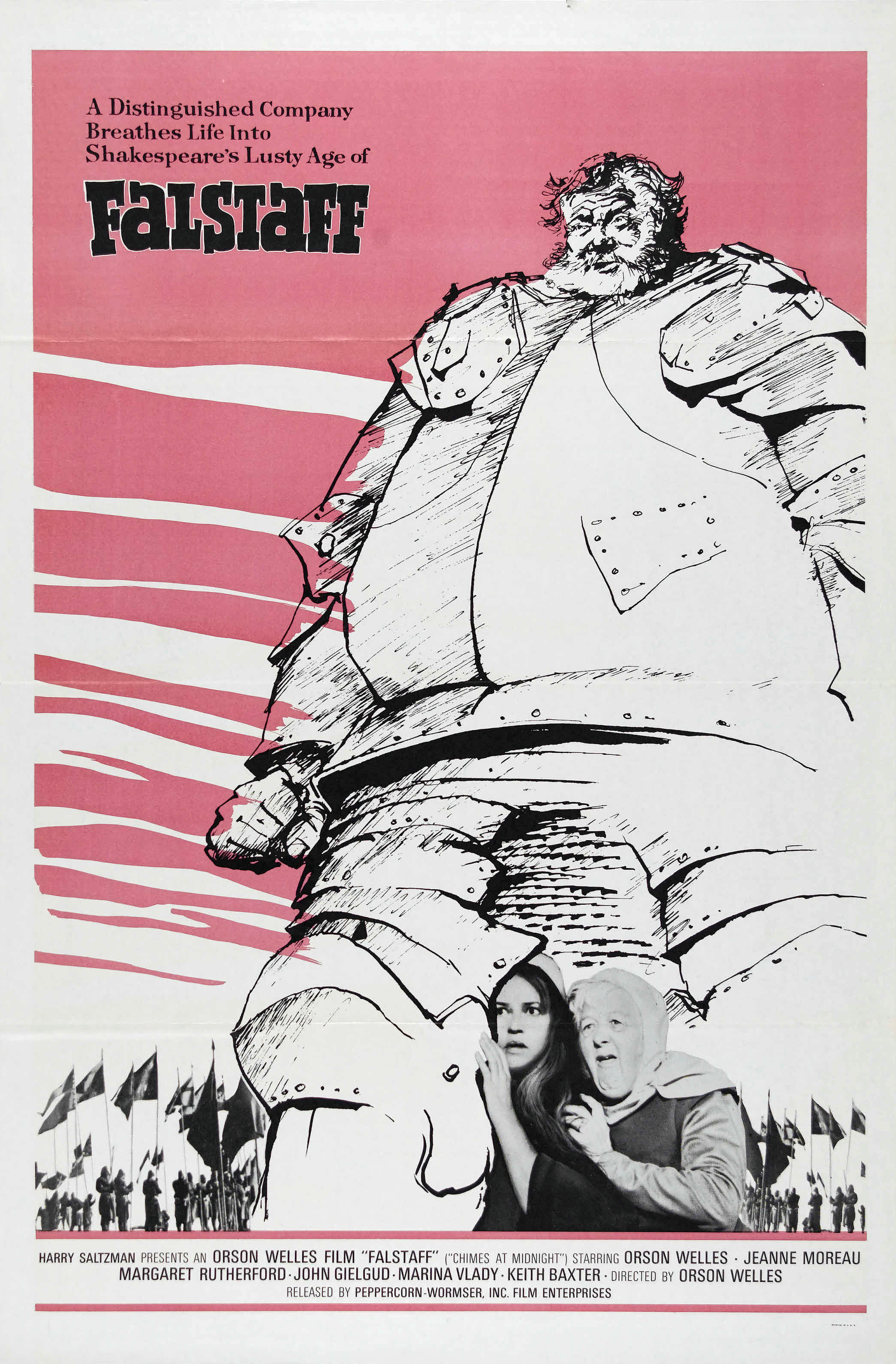
Poster voor de Amerikaanse release uit 1967 van de film uit 1966, Chimes at Midnight, getiteld Falstaff.

- Er werden drie BBC tv-films gemaakt van Hendrik IV, Deel 1. In de jaren 1960 brachten zij de mini-serie An Age of Kings, met Tom Fleming in de rol van Hendrik IV, Robert Hardy als Prins Hal, Frank Pettingell als Falstaff en Sean Connery als Hotspur. In 1979 volgde de BBC-televisiereeks over Shakespeare met Jon Finch als Hendrik IV, David Gwillim als Prins Hal, Anthony Quayle als Falstaff en Tim Pigott-Smith als Hotspur. In 2012 verscheen de reeks The Hollow Crown, met de tweede tetralogie, onder regie van Richard Eyre. Jeremy Irons speelde Hendrik IV, Tom Hiddleston vertolkte Prins Hal, Simon Russell Beale kroop in de huid van Falstaff, en Joe Armstrong nam de rol van Hotspur voor zijn rekening.
- Orson Welles' Chimes at Midnight (1965) compileerde de twee Hendrik IV-stukken en voegde er aantal scènes uit Henry V en dialogen uit Richard II en The Merry Wives of Windsor aan toe. Welles is erin te zien als Falstaff, John Gielgud als Koning Hendrik, Keith Baxter als Hal, Margaret Rutherford als Mistress Quickly en Norman Rodway als Hotspur.
- De filmversie van Henry V uit 1989 laat met flashbacks een aantal scènes zien uit Henry IV. De hoofdrollen werden vertolkt door Robbie Coltrane als Sir John Falstaff en Kenneth Branagh als de jonge prins Hal.
- The War of the Roses Henry IV Part 1 (VK, 1990) is een directe verfilming van een podiumproductie van Michael Bogdanov en Michael Penningtons '7 stukken'- reeks op basis van Shakespeares historiestukken.
- Gus Van Sant bracht in 1991 de film My Own Private Idaho uit, die losjes gebaseerd is op het eerste deel van Henry IV.

### Opera en musical
- Antonio Salieri: Falstaff Ossia Le tre burle. Opera, première in Wenen in 1799
- Michael William Balfe: Falstaff. Opera, première in Londen in 1838
- Giuseppe Verdi: Falstaff. Opera, première in Milaan in 1893
- De one-man hip-hop musical Clay is losjes gebaseerd op Shakespeares Henry IV.

## Nederlandse vertalingen

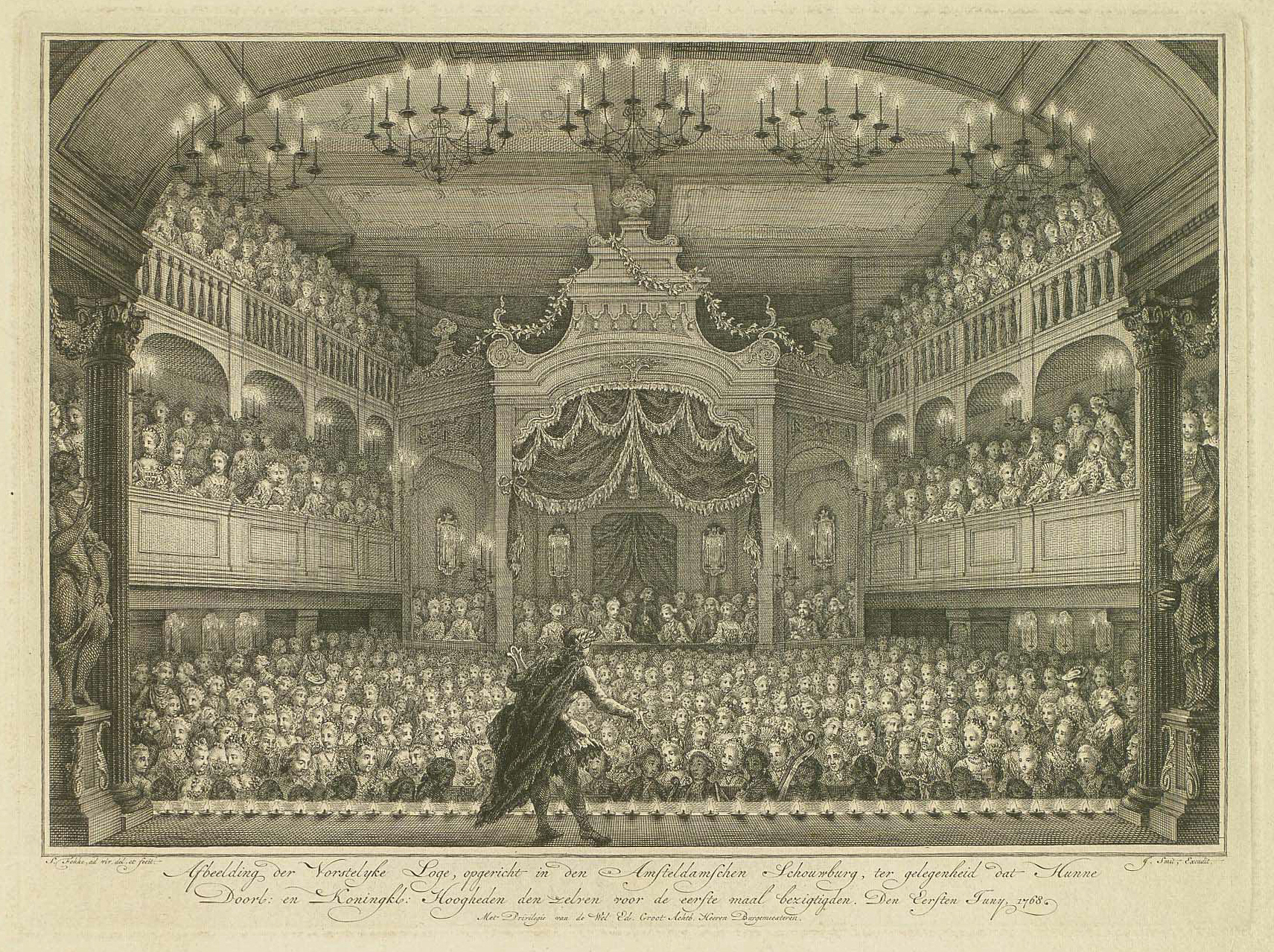
De eerste Nederlandse vertaling werd opgevoerd in de Stadsschouwburg Amsterdam. Gravure door Simon Fokke.

Nederland kan er zich op beroemen de primeur te hebben van de eerste authentieke vertaling van een stuk van Shakespeare op het vasteland. De vertaling werd in 1654 in Amsterdam uitgegeven en opgevoerd in de Stadsschouwburg. Toch bleef Shakespeares werk tot laat in de 18e eeuw praktisch onbekend in de Lage Landen. De stukken die hier wel werden opgevoerd, hadden behalve de titel niets of weinig gemeen met het origineel. Ook hedendaagse Nederlandse vertalingen zijn bijzonder schaars. 
- 1780 - Eerste Deel van Hendrik den Vierden, met het leven en den dood van Hendrik, genaamt Hotspur. Anomymi. Amsterdam.
- 1877 - Hendrik IV, Geschiedkundig drama, Eerste deel. Vertaler: A.S. Kok. Amsterdam.
- 1891 - Koning Hendrik de Vierde, Eerste Deel. Vertaler: L.A.J. Burgersdijk. Leiden.
- 1891 - Koning Hendrik IV, deel I. Vertaler: C.L. Schepp (ongepubliceerd).
- 1955 - William Shakespeare Hendrik IV, Ingeleid en vertaald door Willy Courteaux. Amsterdam/Antwerpen.
- 1966 - Hendrik IV: eerste deel: historiespel in vijf bedrijven. Vertaler: Bert Voeten. Bezige Bij Amsterdam. ISBN 9023409205.
- 1968 - Hendrik IV. Vertaler: Dolf Verspoor (ongepubliceerd).
- 1997 - Ten oorlog bewerking door Luk Perceval en Tom Lanoye
- 2006 - Henry IV deel 1 en 2. Vertaler: Jack Nieborg (voor het Shakespearetheater in Diever). Passage.

## Enkele verwijzingen naar Henry IV, Part 1
Veel verwijzingen nemen citaten over uit Henry IV, Part 1, om die bijvoorbeeld als titel van een album of boek te gebruiken. Ook de personages uit het stuk, met Falstaff voorop, lenen hun naam aan allerlei producten: van bier tot flipperkast. Shakespeare verrijkte de Engelse taal met tal van uitdrukkingen die nu nog steeds gebruikt worden zonder dat de spreker zich ervan bewust is dat ze oorspronkelijk van Shakespeare komen. Daar worden hieronder ook een paar voorbeelden van gegeven.
Literatuur
- William Faulkner laat in zijn roman Light in August zijn personage Gail Hightower een soortgelijke verandering doormaken als de jonge prins Hal: op het ogenblik dat Hightower besluit zijn verantwoordelijkheid op te nemen, legt hij de poëzie van Tennyson opzij en neemt Shakespeares Henry IV ter hand.
- I know a trick worth two is een mysteryroman van Samuel Holt uit 1986. Deze bekende Engelse uitdrukking komt uit bedrijf 2, toneel 1.
- In haar roman Wise Children uit 1992 maakt Angela Carter verschillende toespelingen op Shakespeares werk. Uit Henry IV komt het citaat "discretion is the better part of valour", discretie is het beste deel van moed, uitgesproken door Falstaff (bedrijf V.4, 115–121) die hiermee zijn lafheid wil verdoezelen: hij hield zich voor dood op het slagveld.
- In The Mill on the Floss (1860) beschrijft George Eliot haar personage Mr. Tulliver als "He had naturally an active Hotspur temperament" (hoofdstuk 39: A Day of Reckoning).

Muziek
- Giving the Devil His Due (de duivel geven wat hem toekomt) is de titel van een muziekalbum van de nu-metalband Coal Chamber. Het is een verwijzing naar wat prins Hal zegt in bedrijf I, toneel 2: ”Sir John stands to his word, the devil shall have his bargain; for he was never yet a breaker of proverbs: he will give the devil his due."
- Food for Powder is een nummer van de Poolse rockband Mikirurka op hun album I Hate You Rock'n'Roll uit 2010. Falstaff zegt deze woorden in bedrijf IV, toneel 2: Food for powder, food for powder; they’ll fill a pit, as well as better. Hiermee wil Falstaff zeggen dat het zootje ongeregeld dat hij voor de strijd ronselde even goed kanonnenvoer is als goede soldaten dat zijn, en ook even goed een massagraf vult.
- Skimble Skamble is een album van Chris & Cosey uit 1997. Deze uitdrukking is voor de eerste keer te vinden bij Shakespeares Henry IV, Part 1, in bedrijf III, toneel 1 en de woorden worden uitgesproken door Hotspur: Such a deal of skimble-skamble stuff waarmee hij wat Glendowers woorden wegwuift als onzin ('skimble-skamble').

Andere
- In Henley Street in Stratford-upon-Avon, de straat waar Shakespeare geboren is, is er een restaurant met de naam Mistress Quickly, de naam van de herbergierster in Henry IV, Part 1 en andere stukken.
- In 1957 bracht D. Gottlieb & Company een elektronische flipperkast op de markt met de naam Falstaff, met afbeeldingen van het Shakespearepersonage.[20] Slechts 850 werden ervan verkocht.
- De Falstaff Brewing Corporation was een grote Amerikaanse brouwerij gevestigd in Saint Louis (Missouri), die in 1903 het bedrijf noemde naar de beruchte adellijke drinkebroer.
- De eigenaar van de Boar's Head Inn in Southwark was Sir John Fastolf.
- In het centrum van Brussel bij de Beurs bevindt zich een bekende art-deco-taverne Falstaff.
- De voetbalclub Tottenham Hotspur FC verwijst naar Hotspur.